# Cespitularia subviridus
Cespitularia subviridus is een zachte koraalsoort uit de familie Xeniidae. De koraalsoort komt uit het geslacht Cespitularia. Cespitularia subviridus werd in 1833 voor het eerst wetenschappelijk beschreven door Quoy & Gaimard. 